# Tithonia
Tithonia is een geslacht van uitgestorven zee-egels, en het typegeslacht van de familie Tithoniidae.

## Soorten
- Tithonia arctica Jeannet, 1955 †
- Tithonia berriasensis (De Loriol, 1867) †
- Tithonia blondeti Demoly & Lambert, 1928 †
- Tithonia convexa (Catullo, 1827) †
- Tithonia exile (Eichwald, 1865) †
- Tithonia heinzi (Coquand, 1880) †
- Tithonia houdardi Lambert, 1933 †
- Tithonia muensteri (Desor, 1842) †
- Tithonia oxfordiana Gaillard, Néraudeau & Thierry, 2011 †
- Tithonia praeconvexa Jesionek-Szymanska, 1963 †
- Tithonia solignaci Lambert, 1931 †
- Tithonia transversa (d'Orbigny, 1853) †